# Karma (2006)
Karma is een Nepalees filmdrama in het Tibetaans van filmregisseur Tsering Rhitar Sherpa uit 2006. Er zijn meer films uitgebracht onder de titel Karma.

## Verhaal
Karma begint bij de dood van een vooraanstaande non in een Tibetaans boeddhistische nonnenklooster in de verlaten Himalayabergen van Mustang. De non had signalen achtergelaten dat ze zou reïncarneren en waar haar reïncarnatie gevonden kon worden.
De geldkist van het klooster is echter leeg en om de zoektocht te kunnen betalen besluiten de nonnen de mysterieuze Mr. Tashi te gaan zoeken die het klooster kort ervoor had bezocht. Er gaan geruchten rond dat Mr. Tashi misbruik van haar had gemaakt terwijl ze aan haar eind was en twee nonnen worden erop uitgestuurd. Onder hen bevindt zich Karma, een non met een open geest, en Sonam, een tekstboekgeleerde non met een tegengesteld karakter dan Karma. Ze trekken eropuit om de steeds maar ontsnappende Mr. Tashi te vinden in de verre steden van de zonde.

## Rolverdeling
| Acteur         | Personage |
| -------------- | --------- |
| Tsering Dolkar | Ani Karma |
| Jampa Kälsang  | Tashi     |
| Mithila Sharma | Gita      |